# Cleo T.
 (avril 2020).
Si vous disposez d'ouvrages ou d'articles de référence ou si vous connaissez des sites web de qualité traitant du thème abordé ici, merci de compléter l'article en donnant les références utiles à sa vérifiabilité et en les liant à la section « Notes et références ».
Pour les articles homonymes, voir T et Léauté.
Cleo T., de son nom civil Clémence Léauté est une artiste, musicienne et compositrice née le 21 novembre 1982. Elle vit et travaille entre Paris, Berlin et Florence. Son travail musical emprunte à la performance, à la littérature et aux arts visuels.

## Biographie
Clémence se découvre très tôt un goût pour la poésie symboliste, la linguistique et l'histoire de l'art. Elle poursuit différentes études universitaires, toujours par correspondance en parallèle de sa formation d’artiste. Elle étudie les Lettres Modernes et la Didactique du Français à la Sorbonne Nouvelle puis l’Histoire de l’Art à l'Université Lille-III. Elle se forme au métier de comédienne au Cours Florent puis au Théâtre national de Chaillot. Elle joue au théâtre, principalement des écritures contemporaines, souvent en y intégrant la musique. Elle collabore notamment à plusieurs spectacles de Myriam Marzouki avec la Compagnie du Dernier Soir.
Elle développe une pratique musicale essentiellement autodidacte avant de compléter son cursus à la Schola Cantorum.  Elle participe à différents projets musicaux indépendants , notamment 21 Love Hotel (chez PIAS) et The Fitzcarraldo Session (GUM / Village Vert) avant de commencer son parcours de soliste (autrice, compositrice, interprète) sous le nom de Cleo T. Elle sort deux albums, le premier produit par John Parish à Bristol , le second par Rodion à Berlin et jouent plus de 180 concerts en  Italie surtout, mais aussi en Angleterre , Allemagne , Europe de l’Est et Canada. Ses concerts singuliers qui empruntent au théâtre , à la performance et aux arts visuels lui ont valu l’intérêt des professionnels de festivals internationaux dans lesquels elle se produira comme Solidays en 2013, au Great Escape (en) à Brighton et au CMJ New York en 2014, ou encore le prestigieux SXSW au Texas en 2015.
En 2015, elle séjourne en tant qu’hôte à la Villa Médicis et commence à se rapprocher du spectacle vivant en concevant des créations transmedia qu’elle met en scène avec la collaboration de plasticiens, scénographes, poètes ou danseurs. En 2016, elle présente son second album accompagnée d’un concert interactif, Shine, créé avec le soutien de la Fondation nuovi mecenati et de l’ambassade de France à Rome. En 2017 et 2018, elle présente cet album et la performance Shine en tournée en Europe et au Canada, et entame une collaboration avec le poète Zéno Bianu (aux Éditions Gallimard).  En 2020, Cleo T. est sélectionnée pour intégrer le programme européen Keychange pour l’équité des femmes dans les musiques actuelles. Son troisième album est annoncé pour 2021. 
Parallèlement à son travail d’artiste, Cleo fonde une structure de production, Moonflowers, pour soutenir une vision du créateur indépendant et travailler à la mobilité des œuvres et des artistes dans l’espace européen.

## Projets artistiques

### 2015:Songs of Gold & Shadow
Le premier album de Cleo T est produit par John Parish, connu pour son travail avec PJ Harvey. Empruntes d’un romantisme sombre, les balades du disque éveillent des références à Kate Bush ou Beth Gibbons. Le dernier titre de l’album, intitulé So Long Ago Yesterday est une collaboration avec Robert Wyatt qui en signe le texte, spécialement écrit pour Cleo T. L’univers visuel est créé par le photographe Le Turk.
Musiciens : violoncelle : Valentin Mussou ; guitare : Nicolas Laferrerie et Grégoire Léauté ; basse : Emilien Pottier ; batterie /percussions : Eric Dambrin ; trompette : Pete Judge.

### 2017:And Then I saw a Million Skies Ahead
L’album est produit à Berlin par le DJ et producteur Rodion. Il croise musique acoustique et électronique dans une pop minimaliste et poétique. Il rassemble un collectif d’artistes venus de divers horizons géographiques et musicaux, Adnan Joubran au oud, Prabhu Edouard (de) aux tablas, Tomàs Gubitsch à la guitare et au charango, Elyas Khan au chant.
Musiciens : Violoncelle / synthés /arrangement : Valentin Mussou ; guitare : Grégoire Léauté ; basse : Emilien Pottier ; chœur : Ruddy Descieux, Serena Fisseau

### 2017:Shine
Concert interactif crée avec Maflohé Passedouet et la compagnie Mobilis Immobilis. Le projet a été réalisé avec le soutien de l’Institut Français et de la fondation Nuovi Mecenati pour la Création Contemporaine. Il est présenté en tournée européenne en 2017/18 pour une vingtaine de dates alternant centres d’art, clubs et théâtres, parmi lesquelles le Centro per l'arte contemporanea Luigi Pecci , le Berghain à Berlin , le Consulat de France à Naples, le Palais Akropolis de Prague.

### Autres projets
En tant qu’interprète
- Herzl - Camille de Toledo , lecture musicale d’après le roman graphique paru aux Éditions Denoël (Festival Oh les beaux jours, La Criée Marseille , Festival des Littératures Européennes de Cognac)
- Léonce & Léna , de G.Buchner , mise en scène Antoine Cegarra (Théâtre de Vanves)
- Europeanna, une brève histoire du XXe siècle, mise en scène Myriam Marzouki, Compagnie du Dernier soir (d’après Patrik Ouředník, Éditions Allia)
- United Problems of Coûts de la Main d'Œuvre, mise en scène Myriam Marzouki, Compagnie du dernier soir (d’après Jean-Charles Massera)
- Être tout Chose, mise en scène Myriam Marzouki, Compagnie du Dernier Soir